# Charles Boateng
Charles Boateng (Mampong, Ghana, 14 de diciembre de 1989), futbolista ghanés. Juega de volante y su actual equipo es el US Avranches de la Championnat National de Francia.

## Selección nacional
Ha sido internacional con la Selección de fútbol de Ghana Sub-17.

## Clubes
| Club         | País    | Año           |
| ------------ | ------- | ------------- |
| Nania FC     | Ghana   | 2004-2008     |
| Dijon FCO    | Francia | 2008-2010     |
| FC Rouen     | Francia | 2010-2011     |
| US Avranches | Francia | 2011-presente |